# Yuki (EP)
Yuki EP è un EP degli Snuff pubblicato nel 1998.

## Tracce
1. Yuki - 2:22
2. Romeo and Juliet - Their Song - 2:17
3. Rockafella Skank - 1:41 (live LA2 24 July 1998)